# Miricacalia
Miricacalia  (лат.) — монотипный род двудольных растений семейства Астровые (Asteraceae), представленный единственным признанным видом Miricacalia makineana (Yatabe) Kitam.. Выделен японским ботаником Сиро Китамурой в 1936 году.
Отдельные источники выделяют до 4 видов Miricacalia.

## Распространение, описание
Единственный вид является эндемиком Японии. Участки ареала встречаются на острове Кюсю.
Многолетние растения высотой около 1 м. Листьев 2—3. Цветки коричневые, диаметром 15 мм. Цветут с июля по сентябрь.